# Oxyurichthys tentacularis
Oxyurichthys tentacularis är en fiskart som först beskrevs av Valenciennes, 1837.  Oxyurichthys tentacularis ingår i släktet Oxyurichthys och familjen smörbultsfiskar. Inga underarter finns listade i Catalogue of Life.